# Cantó de Lizy-sur-Ourcq
El cantó de Lizy-sur-Ourcq és un antic cantó francès del departament del Sena i Marne, que estava situat al districte de Meaux. Comptava amb 22 municipis i el cap era Lizy-sur-Ourcq.
Al 2015 va desaparèixer i el seu territori va passar a formar part del cantó de La Ferté-sous-Jouarre.

## Municipis
- Armentières-en-Brie
- Cocherel
- Congis-sur-Thérouanne
- Coulombs-en-Valois
- Crouy-sur-Ourcq
- Dhuisy
- Douy-la-Ramée
- Étrépilly
- Germigny-sous-Coulombs
- Isles-les-Meldeuses
- Jaignes
- Lizy-sur-Ourcq
- Marcilly
- Mary-sur-Marne
- May-en-Multien
- Ocquerre
- Le Plessis-Placy
- Puisieux
- Tancrou
- Trocy-en-Multien
- Vendrest
- Vincy-Manœuvre

## Història
| Data d'elecció                           | Identitat               | Partit           | Qualitat            |
| ---------------------------------------- | ----------------------- | ---------------- | ------------------- |
| 1945-1949                                | Gaston Carré            | SFIO             |                     |
| 1949-1955                                | André Painvin           | RPF, després RS  |                     |
| 1955-1973                                | Germain Godebski        | SFIO, després PS |                     |
| 1973-1979                                | Marcel Pinault          | Divers droite    |                     |
| 1979-1982                                | Michel Lhuillier        | PS               |                     |
| 1982-1983                                | Francis Élu             | PS               | (elecció anul·lada) |
| 1984-1998                                | Pierre Meutey           | UDF              |                     |
| 1998-2004                                | Etienne Wehrel          | UMP              |                     |
| 2004-2011                                | Francis Élu             | PS               |                     |
| 2011-                                    | Jean-Christophe Piéquet | UMP              |                     |
| les dades anteriors no són pas conegudes |                         |                  |                     |
|                                          |                         |                  |                     |

## Demografia
| A partir de 1990: Població sense dobles comptes |